# 徐宣 (赤眉軍)
徐宣（?—?），表字驕穉，徐州東海郡臨沂县人，新朝到东汉時代初期政治人物。新末農民起义軍赤眉軍的指挥者之一。

## 生平
| 姓名           | 徐宣                          |
| 時代           | 新朝 - 东汉時代               |
| 生没年         | 〔不詳〕                      |
| 字・別号       | 驕穉（字）                    |
| 本貫・出身地等 | 徐州東海郡臨沂县              |
| 職官           | 〔赤眉軍部将〕→丞相〔劉盆子〕 |
| 爵位・号等     | 列侯〔更始〕                  |
| 陣营・所属等   | 樊崇→劉盆子→汉光武帝          |
| 家族・一族     | 〔不詳〕                      |

最初他在临沂县担任獄吏，新代徐州、青州大飢饉，盗賊在各地蔓延，泰山（太山）郡樊崇起兵，徐宣和琅邪郡出身的逄安、同乡谢禄、杨音一起参加。地皇三年（22年），王莽派遣更始将軍・平均公廉丹、太師王匡率领大軍討伐赤眉軍、樊崇、徐宣将他们击破，廉丹阵亡。
更始元年（23年）十月，他和樊崇一起归降遷都洛陽的更始帝劉玄，被封为列侯。没有封给樊崇、徐宣領地，他们部下的兵士先后有逃走的，于是他们逃出洛陽再返回自己的軍队。赤眉軍入颍川郡，軍分为二，一軍樊崇率领，一軍徐宣率领。徐宣軍攻略陽翟、梁国，斬河南太守。
赤眉軍連战連勝，但士兵疲弊，士兵想要東归。樊崇判断東归大軍必然瓦解，决定進攻更始帝占据的長安。更始二年（24年）冬，樊崇軍从武关、徐宣軍从陸渾关，進入三輔。更始三年（25年）正月在弘農郡两軍合兵。
赤眉軍击败更始軍，到達弘農郡華陰。同年六月，赤眉軍擁立劉盆子为皇帝，年号建世元年。樊崇因勇猛为最高领袖，但不会写字也不会计算。徐宣通《易经》，樊崇让出丞相之位给徐宣，自己担任御史大夫。
後赤眉軍攻下長安，灭更始政权。樊崇、徐宣不能约束部下，長安周边被掠奪得一片狼藉。最后，和周围勢力作战疲弊，糧食不足，建世二年（26年）十二月，樊崇、徐宣決定東归。
建世三年（27年），汉光武帝劉秀的大司徒鄧禹率軍攻克关中各地，樊崇、徐宣向東逃走。在弘農郡黽池县崤底被馮異率领的漢軍击敗。赤眉軍逃到弘農郡宜陽，光武帝亲率漢朝大軍正面防御正面，樊崇、徐宣以下赤眉軍将领三十人肉袒（上半身赤裸）投降。当時，光武帝对樊崇等人说：“投降后悔吗，朕今遣卿归营勒兵，鸣鼓相攻，决其胜负，不欲强相服也。”徐宣叩頭说：“今日投降陛下，就像逃出虎口，回到慈母身边一样。”
其後，徐宣和楊音一起回到故乡，平稳度过一生。